# Maestro Esiguo
Le Maestro Esiguo (« Maître exigu ») ou encore  Alunno di Benozzo («  élève de Benozzo Gozzoli  ») (vers 1422-1497), est le nom de convention d'un peintre italien anonyme actif en Toscane et en Ombrie à la fin du XVe siècle

## Biographie
Le terme Maestro Esiguo c'est-à-dire en langue française « Maître exigu », provient du style de l'artiste caractérisé par l'aspect étiré de ses figures.

## Œuvres

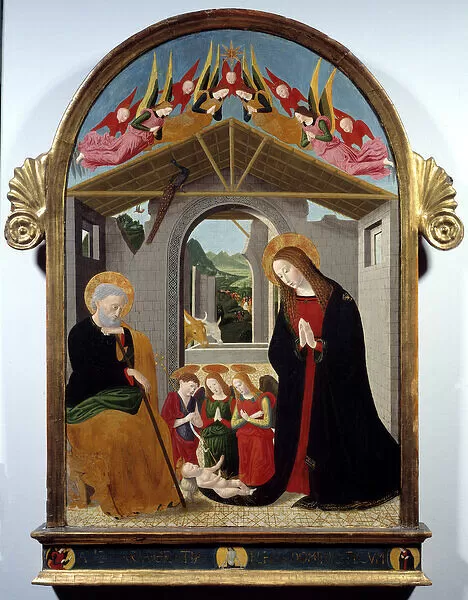
Nativité, huile sur toile,, Musée des Beaux-Arts de Rouen.

- La Vierge et l'Enfant Jésus entourés de deux Anges 117 × 120 cm, musée des beaux-arts, Nîmes[2].
- La Nativité, Huile sur toile, 88 × 57 cm,  Musée des Beaux-Arts, Rouen[1].